# ハットピン
ハットピン (帽子止め、キャップホルダー) とは、帽子に付ける装身具である。

## 概要
帽子が落ちたり風で飛ばされないようにピンやクリップで帽子とシャツ・ブラウスの襟に留めておく。主に婦人用の帽子に用いられる。ブローチやラペルピンとして用いることも出来る。